# Iota Sagittarii
Iota Sagittarii (ι Sgr) es una estrella en la constelación de Sagitario de magnitud aparente +4,13.
Se encuentra a 182 años luz del sistema solar.
Hace 1,3 millones de años tuvo lugar su máximo acercamiento a la Tierra, llegando a estar a 75 años luz; entonces su brillo alcanzó magnitud +2,21.
Iota Sagittarii es una gigante o gigante luminosa naranja de tipo espectral K0II-III con una temperatura efectiva de 4567 K.
Las gigantes naranjas son frecuentes en el cielo nocturno; Kaus Medius (δ Sagittarii), Kaus Borealis (λ Sagittarii), Nash (γ2 Sagittarii) y τ Sagittarii son algunos ejemplos en la propia constelación de Sagitario.
Iota Sagittarii tiene una luminosidad 90 veces superior a la del Sol. En banda J —en el infrarrojo cercano— su luminosidad es 140 veces mayor que la solar.
La medida del diámetro angular de Iota Sagittarii en distintas bandas, una vez considerado el oscurecimiento de limbo, es de 2,32 ± 0,02 milisegundos de arco.
Este valor, junto a la distancia a la que se encuentra, permite evaluar su radio, siendo éste 14 veces más grande que el radio solar.
Por otra parte, evidencia una metalicidad inferior a la del Sol en un 40% ([Fe/H] = -0,23).
Iota Sagittarii puede constituir un sistema binario.
De la posible compañera estelar nada se sabe.